# Најсеауе
Најсеауе (њем. Neißeaue) општина је у њемачкој савезној држави Саксонија. Једно је од 59 општинских средишта округа Герлиц. Према процјени из 2010. у општини је живјело 1.895 становника. Посједује регионалну шифру (AGS) 14626330. У овом мјесту се налази најисточнија тачка Њемачке.

## Географски и демографски подаци
Најсеауе се налази у савезној држави Саксонија у округу Герлиц. Општина се налази на надморској висини од 170 метара. Површина општине износи 47,3 km². У самом мјесту је, према процјени из 2010. године, живјело 1.895 становника. Просјечна густина становништва износи 40 становника/km².

## Међународна сарадња
| Мјесто | Држава | Врста сарадње | Од    |
| ------ | ------ | ------------- | ----- |
|        | Пољска | партнерство   | 1996. |
| Извор  |        |               |       |